# Syngrapha alterana
Syngrapha alterana är en fjärilsart som beskrevs av Embrik Strand 1917. Syngrapha alterana ingår i släktet Syngrapha och familjen nattflyn. Inga underarter finns listade i Catalogue of Life.